# 2008年黎巴嫩武装冲突
在黎巴嫩长达17个月的政治危机失去控制后，2008年黎巴嫩武装冲突爆发于2008年5月7－8日。什叶派运动的黎巴嫩真主党与阿迈勒运动的军队与包括忠于逊尼派的未来阵线等支持政府的军队在首都地区发生了冲突。冲突是由于黎巴嫩政府旨在拆除真主党在黎全国布设的通讯设施的一次行动，以及撤换贝鲁特机场的被认为是亲真主党的保安司令所引发。真主党领导人哈桑·纳斯鲁拉称黎巴嫩政府宣布真主党的军用通讯设施是非法的决定是“宣战”行为。而且要求黎巴嫩政府撤回这项决定。
真主党武装人员从支持政府的逊尼派未来阵线民兵手中夺得了西贝鲁特的几个街区。巷战共造成11人死亡，30人受伤，冲突区域随后被移交给黎巴嫩政府军，黎巴嫩政府军也保证解决这次冲突，允许真主党保留其军用通讯设施，并恢复贝鲁特机场保安司令的职务。
这次冲突被认为是自1975－1990年黎巴嫩内战以来最大的一次教派冲突。